# レバンテフジ静岡
レバンテフジ静岡（レバンテフジしずおか、Levante Fuji Shizuoka）は、静岡県東部伊豆地域を中心に活動する自転車ロードレースのプロチームである。
BCクリエイト合同会社が運営している。イタリア語で東風を意味するレバンテと日本を代表する霊峰富士山（フジ）を組み合わせ、静岡県東部から県内全域に渡り、自転車文化という新たな風を波及していくという思いを込めたチーム名である。
競技チームはUCIコンチネンタルチーム(アジア)に属し、ジャパンサイクルリーグに属している。

## 歴史
- 2020年
  - 1月 - 設立
  - このシーズンはJプロツアーに参戦
- 2021年
  - 新たに発足されるジャパンサイクルリーグに参戦[2]。

## チーム陣容
- 監督 -  二戸康寛

| バトムンク・マラルエルデン       |
| エンクタイヴァン・ボローエルデン |
| 鈴木史竜                         |
| 床井亮太                         |
| 村山浩司                         |
| ダニエル・グルド                 |
| 高梨万里王                       |
| 山口瑛志                         |
| 村上裕二郎                       |
| 夏目天斗                         |
| 井出晃太郎                       |

## 過去の所属選手
- 野宮一朗
- 西村基
- 石井駿平
- 海野晋作